# Husajn, jordánský korunní princ
Korunní princ Husajn bin Abdalláh (* 28. června 1994 Ammán) je od roku 2004 následník jordánského trůnu a korunní princ (od roku 2009). V pozici následníka trůnu nahradil svého strýce Hamzu, který zastával tento post od roku 1999, kdy se Husajnův otec stal králem.
Husajn je prvorozeným synem krále Abdalláha II. a jeho ženy královny Ranií. Přes svého otce je ve 44. generaci potomkem proroka Mohameda. Je pojmenován podle svého dědečka krále Husajna I. a pokud nastoupí na trůn, pravděpodobně jako Husajn II. Od roku 2012, kdy dosáhl plnoletosti několikrát zastával krátkodobě pozici regenta, v době kdy jeho otec byl mimo Jordánsko. Dále je také poručíkem jordánských ozbrojených sil.
Po dokončení studia na Edmund A. Walsh School of Foreign Service na Georgetownské univerzitě, úspěšně absolvoval v roce 2017 na Královská vojenská akademie v Sandhurstu.
Husajn má mladšího bratra Hášima a sestry Iman a Salmu.
Ve čtvrtek 1. června 2023 si v paláci Zahrán v Ammánu vzal stejně starou Rádžvu Al Saif (* 28. 4. 1994 Rijád), která je dcerou saúdskoarabského podnikatele. Rádžva vystudovala architekturu na Syracuse University ve státě New York. Jejich zásnuby byly oznámeny v srpnu 2022. 
První potomek páru, dcera Iman se narodila 3. srpna 2024.